# Lambert, Hendricks & Ross
Lambert, Hendricks & Ross è stato un trio musicale jazz statunitense attivo tra la fine degli anni '50 ed i primi anni '60.

## Carriera
I tre componenti del gruppo erano Dave Lambert, Jon Hendricks e Annie Ross.
Il gruppo si forma a New York nel 1957 e registra il primo album Sing a Song of Basie per la Paramount Records. Dal 1959 il gruppo produce per la Columbia Records, con cui realizza tre LP.
I tre cantano brani di Duke Ellington, Randy Weston, Horace Silver, Charlie Parker e tutti i maggiori artisti dell'epoca.
Nel 1963 vincono un Grammy Award per la miglior interpretazione vocale di un gruppo.
Nel frattempo Annie Ross lascia il gruppo e viene sostituita da Yolande Bavan. Il nome quindi cambia in Lambert, Hendricks & Bavan. Fino al 1964 vengono pubblicati altri tre dischi, dopodiché la band si scioglie. Durante una breve parentesi (dopo la Ross) ha fatto parte del gruppo Annie Marie Moss.
Ogni possibilità di reunion svanisce nel 1966 con la morte di Lambert, deceduto in un incidente stradale nel Connecticut.

## Discografia

### Lambert, Hendricks and Ross
- Sing a Song of Basie (1957)
- Sing Along With Basie (1958)
- The Swingers! (1958)
- Lambert, Hendricks, & Ross! (aka The Hottest New Group In Jazz) (1960)
- Lambert, Hendricks & Ross Sing Ellington (1960)
- The Real Ambassadors (1962)
- High Flying with Lambert, Hendricks & Ross (aka The Way-Out Voices of Lambert, Hendricks and Ross) (1962)

### Lambert, Hendricks and Bavan
- Live At Basin Street East (1963) (live)
- At Newport '63 (1963) (live)
- Havin' a Ball at the Village Gate (aka Lambert, Hendricks and Bavan at the Village Gate) (1964) (live)